# 平川市立大坊小学校
平川市立大坊小学校（ひらかわしりつ だいぼうしょうがっこう）は、青森県平川市岩館にある公立小学校である。

## 概要
平川市の旧平賀町地区の南西部にあり、学区は弘前市や南津軽郡大鰐町と接している。全校児童は62人（2020年現在）。

## 沿革
- 1876年（明治9年）9月3日 - 岩館村、中村蔵一の私塾を岩館小学と改称する（創立）[2]。
- 1877年（明治10年）10月25日 - 校舎が大坊村前田95番地に移転し、大坊小学と改称する。
- 1887年（明治20年）4月1日 - 小学校令により、柏木町立大坊尋常小学校と改称。
- 1913年（大正2年）10月2日 - 校舎および教職員住宅新築。
- 1928年（昭和3年）11月10日 - 校旗樹立、校歌制定。
- 1941年（昭和16年）4月1日 - 国民学校令により、柏木町立大坊国民学校と改称。
- 1947年（昭和22年）4月1日 - 学校教育法により、柏木町立大坊小学校と改称。
- 1952年（昭和27年）2月27日 - 校舎落成。
- 1955年（昭和30年）4月1日 - 町村合併（昭和の大合併）により、平賀町立大坊小学校と改称。
- 1967年（昭和42年）8月7日 - プール落成。
- 1976年（昭和51年）9月3日 - 創立100周年記念式典挙行。
- 1978年（昭和53年）5月7日 - PTA寄贈による国旗掲揚塔竣工。
- 1980年（昭和55年）12月20日 - 新校舎改築落成。
- 1981年（昭和56年）4月20日 - 物置小屋完成。
- 1986年（昭和61年）9月22日 - バックネット取り付け。
- 1988年（昭和63年）11月5日 - グランド造成。
- 1989年（平成元年）
  - 2月16日 - 体育館暗幕及びステ－ジ用幕の寄贈を受ける。
  - 6月8日 - 野球部室完成。
- 1990年（平成2年）12月8日 - スキー山の寄贈を受ける。
- 1991年（平成3年）9月28日 - 台風19号（りんご台風）により、給食搬入庫全壊。
- 1993年（平成5年）8月23日 - 台風19号（りんご台風）により、全壊した給食搬入庫新築。
- 1994年（平成6年）
  - 7月27日 - コンピューター3台設置。
  - 9月27日 - PTA校庭フェンス設置。
- 1995年（平成7年）2月6日 - 図書室改造（図書室兼コンピュータ室）。
- 1997年（平成9年）8月 - 体育館・校舎屋根塗装と下水道工事完了。
- 1999年（平成11年）
  - 9月6日 - コンピュータ9台設置。
  - 10月6日 - 芝生吹付け完了。
- 2000年（平成12年）10月28日 - インターネットLANケーブル等設置。
- 2001年（平成13年）
  - 5月24日 - 学校畑（生き生きのびのび学校づくり推進事業）完成。
  - 7月12日 - 無線LAN設置工事（図書室、職員室）。
- 2002年（平成14年）10月9日 - 体育館暖房取り付け工事終了。
- 2003年（平成15年）
  - 7月1日 - 5日まで、PTAの協力により、体育館横職員駐車場及び正面玄関前アスファルト舗装工事実施。
  - 8月28日 - 9月4日まで、体育館屋根塗装工事実施。
  - 12月 - 男子トイレのフラッシュバルブを全て交換。
- 2004年（平成16年）4月1日 - 老朽化のため、プールの使用を禁止する。
- 2005年（平成17年）8月31日 - プールを撤去し、跡地に駐車場増設。
- 2006年（平成18年）1月1日 - 町村合併（平成の大合併）により、平川市立大坊小学校と改称。
- 2011年（平成23年）3月 - 太陽光発電システムが完成し、稼働開始。
- 2015年（平成27年）
  - 3月 - 太陽光発電設備蓄電池整備完了。
  - 8月 - 非構造部材落下防止対策完了。

## 部活動

### 運動部
- 野球部
- ソフトボール部

## 学区
岩館、大坊、原田、三町会（小杉、四ツ屋、石畑）

## 周辺
- 青森県道41号弘前環状線[1]
- 青森県道13号大鰐浪岡線[1]
- 大坊温泉[1]

## 参考リンク
- 平川市の小学校 - 平川市ホームページ
- 校地・校舎の変遷（学校紹介ページ） - 大坊小学校ホームページ